# Reigerie
De Reigerie is een natuurgebied annex landgoed nabij het tot de West-Vlaamse gemeente Oudenburg behorende dorp Westkerke, gelegen nabij Oude Gistelseweg 29-33.
De oorsprong van het gebied ligt in een abdijhoeve, opgericht door de Brugse kartuizerabdij Genadedal. In 1684 werd melding gemaakt van een Hofstede van de Chartreuzer, welke het Oudt Schaepgoet werd genoemd. Later werd dit bekend als de Campagne.
In 1800 werd het goed openbaar verkocht en kreeg particuliere eigenaren. Vanaf 1944 vestigde zich een kolonie blauwe reigers in de tuin van het landgoed, waaraan dit de naam: Buitengoed 't Reigersnest verwierf. Sinds de jaren '70 van de 20e eeuw is dit een vogelreservaat, aangezien de blauwe reiger zeldzaam is geworden in de streek.
Tijdens de Eerste Wereldoorlog was het huis verlaten en richtte de Duitse bezetter er een telefooncentrale in. Het hoofdgebouw heeft een tuin voor en achter en aansluitend een bos met vijver, waarin zich de reigerkolonie bevindt.